# Hochschule Liechtenstein
Hochschule Liechtenstein (tidligere Fachhochschule Liechtenstein) er en højskole (dvs. professionshøjskole) i Vaduz i fyrstedømmet Liechtenstein. Skolen har ca. 1200 studenter.

## Historie
Skolen blev grundlagt i 1967 for at uddanne studenter indenfor økonomi og senere tekniske fag igennem Liechtenstein School of Engineering. I 2005 blev skolen lavet om til et universitet.

## Eksterne links
- Hochschule Liechtenstein Arkiveret 21. maj 2020 hos  Wayback Machine

47°08′59″N 9°30′58″Ø / 47.1498°N 9.5162°Ø